# Produit de désintégration
En physique nucléaire, un produit de désintégration est le nucléide descendant de la désintégration radioactive d'un nucléide précurseur.
Les produits de désintégration sont extrêmement importants pour comprendre la radioactivité et la gestion des déchets radioactifs.
En pratique, les produits de désintégration sont eux-mêmes souvent radioactifs.
Il résulte de ceci que la plupart des radionucléides n'ont pas simplement un produit de désintégration, mais plutôt une chaîne de désintégration qui aboutit à un ou plusieurs nucléides stables.
Pour les éléments dont le numéro atomique est supérieur à celui du plomb, le nucléide stable est presque toujours un isotope du plomb.
Le plomb est généralement le point stable auquel les chaînes de désintégration s'arrêtent.
La radioactivité des membres de la chaîne de désintégration s'ajoute à celle du nucléide original, le résultat étant globalement beaucoup plus radioactif que le corps source quand il est pur. Ainsi, bien que l'uranium ne soit pas dangereusement radioactif à l'état pur, les minerais de pechblende naturels sont plus dangereux car ils contiennent du thorium, du protactinium, de l'actinium,  du radium, du radon...
De même, les manchons en thorium des lampes à pétrole ou des becs de gaz sont très légèrement radioactifs quand ils sont neufs, mais deviennent déjà bien plus radioactifs après quelques mois, quand le radium 228 (dont la demi-vie est 5,75 ans) commence à atteindre son équilibre séculaire.
Bien qu'on ne puisse pas prévoir dans une substance radioactive quand et quel atome se désintégrera, les produits de désintégration d'une substance radioactive sont extrêmement prévisibles.
Pour cette raison, les produits de désintégration sont importants pour les scientifiques de nombreux domaines qui cherchent à connaître la quantité ou le type du produit parent initialement présent.
De telles études sont effectuées, par exemple, pour mesurer les niveaux de pollution dans et autour des installations nucléaires.